# Neal Foulds
Neal Foulds (ur. 13 lipca 1963) – angielski zawodowy snookerzysta i sześciokrotny zwycięzca turniejów, w tym International Open w 1986, Dubai Masters w 1988 i Scottish Masters w 1992, a także zaproszeniowego Pot Black w 1992 r. Był finalistą UK Championship 1986 i British Open w 1987, a także dotarł do półfinału trzech turniejów Masters i Mistrzostw Świata w 1987 r. Po przejściu na emeryturę Foulds został komentatorem BBC, a także jest członkiem zespołu prezenterów ITV i Eurosportu.

## Kariera
Syn zawodowego snookerzysty Geoffa Fouldsa, zaczął grać w snookera w wieku 11 lat, a na początku lat 80. był już jednym z najlepszych graczy w swojej okolicy. Po zwycięstwie w krajowych mistrzostwach do lat 19 i pokonaniu w finale Johna Parrotta, Foulds w 1983 roku przeszedł na zawodowstwo.
Pod koniec sezonu zakwalifikował się do finałów Mistrzostw Świata już przy pierwszym podejściu. W pierwszej rundzie pokonał dwukrotnego mistrza Alexa Higginsa 10–9, a następnie w 1/8 finału uległ Dougowi Mountjoyowi 9-13. Dzięki temu zwycięstwu znalazł się na 30. miejscu w rankingu.
Foulds szybko piął się w rankingu w kolejnych sezonach i w ciągu czterech lat osiągnął 3. miejsce. W 1986 roku wygrał swój pierwszy turniej rankingowy, BCE International, pokonując w finale Cliffa Thorburna wynikiem 12–9. W tym samym sezonie był finalistą UK Championship, przegrywając ze Steve’em Davisem, a także dotarł do półfinału Mistrzostw Świata w 1987 roku, przegrywając 9-16 z Joe Johnsonem. Sezon 1987/88 rozpoczął na najwyższej w karierze pozycji, czyli trzeciej; dotarł w nim do ćwierćfinału Mistrzostw Świata w Snookerze 1988, w którym przegrał z Terrym Griffithsem, co zapewniło mu utrzymanie trzeciego miejsca w rankingu. Foulds zwyciężył także w turnieju Dubai Masters w 1988 roku, pokonując w finale Steve’a Davisa, choć wydarzenie to nie było punktowane aż do następnego roku.
Od tego momentu jednak zaczął mieć problemy, spadając o 17 miejsc na 20. pozycję w rankingu i stając w obliczu konieczności kwalifikacji do zawodów w kolejnym sezonie. Jednak sezon 1989/90 przyniósł mu odrodzenie i pomimo przegranej w pierwszej rundzie mistrzostw świata z Wayne’em Jonesem, zdołał odzyskać miejsce w pierwszej szesnastce, a następnie pod koniec sezonu 1990/1 awansować na siódme miejsce.
W 1992 roku Foulds został koronowany na mistrza Scottish Masters, a także wygrał edycję Pot Black 1992, pokonując Nigela Bonda, Jimmy’ego White’a i Gary'ego Wilkinsona w drodze do finału, w którym pokonał Jamesa Wattanę 252–176 w finale opartym na sumie punktów.

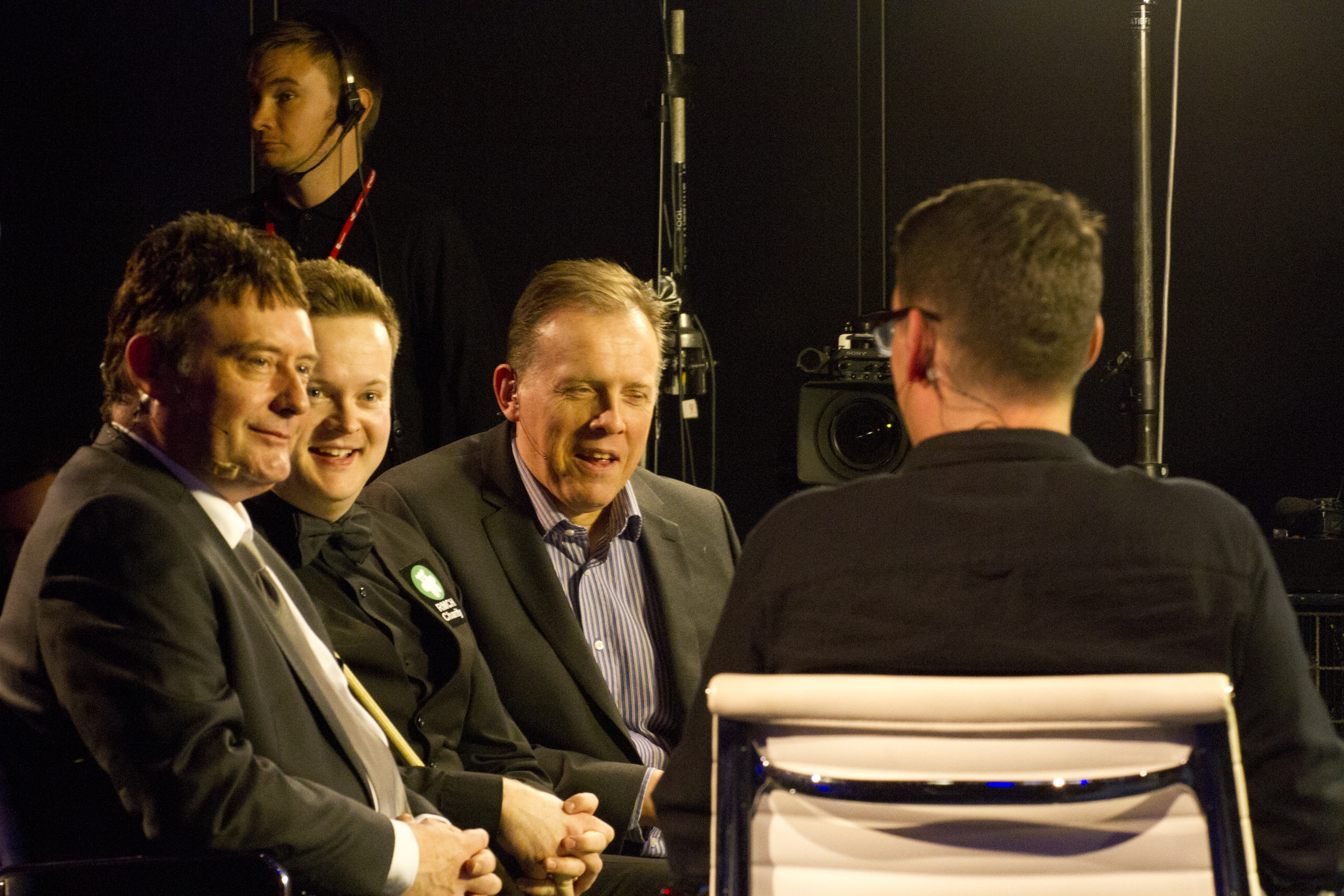
Foulds i Jimmy White w wywiadzie z Shaunem Murphym po jego zwycięstwie nad Markiem Allenem

Choć udało mu się utrzymać miejsce w pierwszej szesnastce do końca sezonu 1993/4, a także obecność w Tourze do 2003, to swój ostatni mecz jako zawodnik Main Tour rozegrał 13 stycznia 2003 r., zanim w wieku 39 lat zakończył karierę sportową.
Foulds na krótko powrócił jako zawodnik w listopadzie 2011 r. na Mistrzostwach Świata Seniorów (w wieku 48 lat), zanim ostatecznie przegrał z Dene O'Kane.
W swojej karierze Foulds zaliczył 88 breaków stupunktowych.

## Kariera komentatora
Po przejściu na emeryturę Foulds pracował jako komentator stacji Eurosport, BBC i Sky Sports, a także współprowadzi wszystkie relacje z turniejów na kanale ITV4, gdzie przeprowadza wywiady z zawodnikami i komentuje mecze. W 2014 roku Foulds zagrał epizodyczną rolę, komentując fikcyjny mecz w kulminacyjnym momencie krótkometrażowego dramatu o snookerze „Extended Rest”.

## Życie osobiste
Foulds jest żonaty, ma syna i córkę. Kibicuje drużynie Queens Park Rangers.

## Występy w turniejach w karierze
| Ranking                             | [ i ]         | 30            | 23            | 13            | 3             | 3             | 20            | 13            | 6             | 4             | 14            | 25            | 28            | 21            | 30            | 34            | 40            | 73            | 71            | 78            |               |               |               |               |               |               |               |               |               |               |               |               |               |               |               |               |               |               |               |               |               |               |               |               |               |               |               |               |               |               |               |               |               |               |               |               |               |               |               |
| Turnieje rankingowe                 |               |               |               |               |               |               |               |               |               |               |               |               |               |               |               |               |               |               |               |               |               |               |               |               |               |               |               |               |               |               |               |               |               |               |               |               |               |               |               |               |               |               |               |               |               |               |               |               |               |               |               |               |               |               |               |               |               |               |               |
| LG Cup                              | LQ            | SF            | 2R            | SF            | 1R            | 3R            | 2R            | QF            | 3R            | QF            | 3R            | 1R            | 2R            | 2R            | 1R            | LQ            | 1R            | LQ            | LQ            | LQ            |               |               |               |               |               |               |               |               |               |               |               |               |               |               |               |               |               |               |               |               |               |               |               |               |               |               |               |               |               |               |               |               |               |               |               |               |               |               |               |
| British Open                        | NR            | 2R            | 2R            | F             | 3R            | 3R            | QF            | 2R            | 3R            | 1R            | 1R            | 3R            | 2R            | 1R            | QF            | LQ            | LQ            | LQ            | 1R            | LQ            |               |               |               |               |               |               |               |               |               |               |               |               |               |               |               |               |               |               |               |               |               |               |               |               |               |               |               |               |               |               |               |               |               |               |               |               |               |               |               |
| UK Championship                     | NR            | LQ            | 3R            | F             | 1R            | 2R            | 2R            | 3R            | QF            | 1R            | 1R            | 1R            | 2R            | 1R            | 3R            | 1R            | LQ            | 1R            | LQ            | LQ            |               |               |               |               |               |               |               |               |               |               |               |               |               |               |               |               |               |               |               |               |               |               |               |               |               |               |               |               |               |               |               |               |               |               |               |               |               |               |               |
| Welsh Open                          | nie rozegrano | nie rozegrano | nie rozegrano | nie rozegrano | nie rozegrano | nie rozegrano | nie rozegrano | nie rozegrano | 3R            | 3R            | 1R            | 2R            | 2R            | 1R            | 1R            | 1R            | LQ            | LQ            | LQ            | LQ            |               |               |               |               |               |               |               |               |               |               |               |               |               |               |               |               |               |               |               |               |               |               |               |               |               |               |               |               |               |               |               |               |               |               |               |               |               |               |               |
| European Open                       | nie rozegrano | nie rozegrano | nie rozegrano | nie rozegrano | nie rozegrano | 1R            | QF            | QF            | 3R            | 1R            | 1R            | 1R            | 1R            | LQ            | NH            | LQ            | NH            | NH            | LQ            | LQ            |               |               |               |               |               |               |               |               |               |               |               |               |               |               |               |               |               |               |               |               |               |               |               |               |               |               |               |               |               |               |               |               |               |               |               |               |               |               |               |
| Irish Masters                       | nierankingowy | nierankingowy | nierankingowy | nierankingowy | nierankingowy | nierankingowy | nierankingowy | nierankingowy | nierankingowy | nierankingowy | nierankingowy | nierankingowy | nierankingowy | nierankingowy | nierankingowy | nierankingowy | nierankingowy | nierankingowy | nierankingowy | LQ            |               |               |               |               |               |               |               |               |               |               |               |               |               |               |               |               |               |               |               |               |               |               |               |               |               |               |               |               |               |               |               |               |               |               |               |               |               |               |               |
| Scottish Open                       | A             | 1R            | SF            | W             | 2R            | 2R            | 3R            | NH            | NH            | 1R            | QF            | 2R            | 3R            | 1R            | 2R            | LQ            | LQ            | LQ            | LQ            | LQ            |               |               |               |               |               |               |               |               |               |               |               |               |               |               |               |               |               |               |               |               |               |               |               |               |               |               |               |               |               |               |               |               |               |               |               |               |               |               |               |
| World Championship                  | 2R            | 1R            | 1R            | SF            | QF            | 1R            | QF            | 2R            | 2R            | QF            | 2R            | LQ            | 1R            | LQ            | LQ            | LQ            | LQ            | LQ            | LQ            | LQ            |               |               |               |               |               |               |               |               |               |               |               |               |               |               |               |               |               |               |               |               |               |               |               |               |               |               |               |               |               |               |               |               |               |               |               |               |               |               |               |
| Turnieje nierankingowe              |               |               |               |               |               |               |               |               |               |               |               |               |               |               |               |               |               |               |               |               |               |               |               |               |               |               |               |               |               |               |               |               |               |               |               |               |               |               |               |               |               |               |               |               |               |               |               |               |               |               |               |               |               |               |               |               |               |               |               |
| Scottish Masters                    | A             | A             | A             | A             | QF            | NH            | A             | A             | QF            | W             | QF            | A             | LQ            | A             | A             | A             | A             | A             | A             | A             |               |               |               |               |               |               |               |               |               |               |               |               |               |               |               |               |               |               |               |               |               |               |               |               |               |               |               |               |               |               |               |               |               |               |               |               |               |               |               |
| The Masters                         | A             | A             | A             | 1R            | 1R            | SF            | A             | QF            | SF            | 1R            | SF            | A             | A             | A             | A             | A             | A             | A             | A             | A             |               |               |               |               |               |               |               |               |               |               |               |               |               |               |               |               |               |               |               |               |               |               |               |               |               |               |               |               |               |               |               |               |               |               |               |               |               |               |               |
| Premier League                      | A             | NH            | NH            | F             | RR            | RR            | RR            | RR            | RR            | A             | A             | A             | A             | A             | A             | A             | A             | A             | A             | A             |               |               |               |               |               |               |               |               |               |               |               |               |               |               |               |               |               |               |               |               |               |               |               |               |               |               |               |               |               |               |               |               |               |               |               |               |               |               |               |
| Dawne turnieje rankingowe           |               |               |               |               |               |               |               |               |               |               |               |               |               |               |               |               |               |               |               |               |               |               |               |               |               |               |               |               |               |               |               |               |               |               |               |               |               |               |               |               |               |               |               |               |               |               |               |               |               |               |               |               |               |               |               |               |               |               |               |
| Canadian Masters                    | NH            | NH            | nierankingowy | nierankingowy | nierankingowy | LQ            | nie rozegrano | nie rozegrano | nie rozegrano | nie rozegrano | nie rozegrano | nie rozegrano | nie rozegrano | nie rozegrano | nie rozegrano | nie rozegrano | nie rozegrano | nie rozegrano | nie rozegrano | nie rozegrano | nie rozegrano | nie rozegrano | nie rozegrano | nie rozegrano | nie rozegrano | nie rozegrano | nie rozegrano | nie rozegrano | nie rozegrano | nie rozegrano | nie rozegrano | nie rozegrano | nie rozegrano | nie rozegrano | nie rozegrano | nie rozegrano |               |               |               |               |               |               |               |               |               |               |               |               |               |               |               |               |               |               |               |               |               |               |               |
| Hong Kong Open                      | nierankingowy | nierankingowy | nierankingowy | nierankingowy | nierankingowy | NH            | QF            | nie rozegrano | nie rozegrano | nie rozegrano | nie rozegrano | NR            | NR            | nie rozegrano | nie rozegrano | nie rozegrano | nie rozegrano | nie rozegrano | nie rozegrano | nie rozegrano |               |               |               |               |               |               |               |               |               |               |               |               |               |               |               |               |               |               |               |               |               |               |               |               |               |               |               |               |               |               |               |               |               |               |               |               |               |               |               |
| Classic                             | LQ            | LQ            | QF            | 1R            | 2R            | 2R            | 1R            | SF            | 2R            | nie rozegrano | nie rozegrano | nie rozegrano | nie rozegrano | nie rozegrano | nie rozegrano | nie rozegrano | nie rozegrano | nie rozegrano | nie rozegrano | nie rozegrano | nie rozegrano | nie rozegrano | nie rozegrano | nie rozegrano | nie rozegrano | nie rozegrano | nie rozegrano | nie rozegrano | nie rozegrano | nie rozegrano | nie rozegrano | nie rozegrano | nie rozegrano | nie rozegrano | nie rozegrano | nie rozegrano | nie rozegrano | nie rozegrano | nie rozegrano | nie rozegrano | nie rozegrano | nie rozegrano | nie rozegrano | nie rozegrano | nie rozegrano | nie rozegrano | nie rozegrano | nie rozegrano | nie rozegrano | nie rozegrano | nie rozegrano | nie rozegrano | nie rozegrano | nie rozegrano | nie rozegrano | nie rozegrano | nie rozegrano | nie rozegrano | nie rozegrano |
| Strachan Open                       | Tournament NH | Tournament NH | Tournament NH | Tournament NH | Tournament NH | Tournament NH | Tournament NH | Tournament NH | 1R            | MR            | NR            | nie rozegrano | nie rozegrano | nie rozegrano | nie rozegrano | nie rozegrano | nie rozegrano | nie rozegrano | nie rozegrano | nie rozegrano | nie rozegrano | nie rozegrano | nie rozegrano | nie rozegrano | nie rozegrano | nie rozegrano | nie rozegrano | nie rozegrano | nie rozegrano | nie rozegrano | nie rozegrano | nie rozegrano | nie rozegrano | nie rozegrano | nie rozegrano | nie rozegrano | nie rozegrano | nie rozegrano | nie rozegrano | nie rozegrano | nie rozegrano |               |               |               |               |               |               |               |               |               |               |               |               |               |               |               |               |               |               |
| Dubai Classic                       | nie rozegrano | nie rozegrano | nie rozegrano | nie rozegrano | nie rozegrano | NR            | A             | 3R            | 3R            | 1R            | 1R            | LQ            | LQ            | 1R            | nie rozegrano | nie rozegrano | nie rozegrano | nie rozegrano | nie rozegrano | nie rozegrano | nie rozegrano | nie rozegrano | nie rozegrano | nie rozegrano | nie rozegrano | nie rozegrano | nie rozegrano | nie rozegrano | nie rozegrano | nie rozegrano | nie rozegrano | nie rozegrano | nie rozegrano | nie rozegrano | nie rozegrano | nie rozegrano | nie rozegrano | nie rozegrano | nie rozegrano | nie rozegrano | nie rozegrano | nie rozegrano | nie rozegrano | nie rozegrano |               |               |               |               |               |               |               |               |               |               |               |               |               |               |               |
| German Open                         | nie rozegrano | nie rozegrano | nie rozegrano | nie rozegrano | nie rozegrano | nie rozegrano | nie rozegrano | nie rozegrano | nie rozegrano | nie rozegrano | nie rozegrano | nie rozegrano | 1R            | LQ            | LQ            | NR            | nie rozegrano | nie rozegrano | nie rozegrano | nie rozegrano |               |               |               |               |               |               |               |               |               |               |               |               |               |               |               |               |               |               |               |               |               |               |               |               |               |               |               |               |               |               |               |               |               |               |               |               |               |               |               |
| Malta Grand Prix                    | nie rozegrano | nie rozegrano | nie rozegrano | nie rozegrano | nie rozegrano | nie rozegrano | nie rozegrano | nie rozegrano | nie rozegrano | nie rozegrano | nie rozegrano | nierankingowy | nierankingowy | nierankingowy | nierankingowy | nierankingowy | LQ            | NR            | NH            | NH            |               |               |               |               |               |               |               |               |               |               |               |               |               |               |               |               |               |               |               |               |               |               |               |               |               |               |               |               |               |               |               |               |               |               |               |               |               |               |               |
| China Open                          | nie rozegrano | nie rozegrano | nie rozegrano | nie rozegrano | nie rozegrano | nie rozegrano | nie rozegrano | nie rozegrano | nie rozegrano | nie rozegrano | nie rozegrano | nie rozegrano | nie rozegrano | nie rozegrano | NR            | LQ            | LQ            | LQ            | LQ            | NH            |               |               |               |               |               |               |               |               |               |               |               |               |               |               |               |               |               |               |               |               |               |               |               |               |               |               |               |               |               |               |               |               |               |               |               |               |               |               |               |
| Thailand Masters                    | nierankingowy | nierankingowy | nierankingowy | nierankingowy | NH            | NH            | 2R            | QF            | 2R            | 1R            | 2R            | LQ            | 1R            | 1R            | 1R            | LQ            | LQ            | LQ            | LQ            | NR            |               |               |               |               |               |               |               |               |               |               |               |               |               |               |               |               |               |               |               |               |               |               |               |               |               |               |               |               |               |               |               |               |               |               |               |               |               |               |               |
| Dawne turnieje nierankingowe        |               |               |               |               |               |               |               |               |               |               |               |               |               |               |               |               |               |               |               |               |               |               |               |               |               |               |               |               |               |               |               |               |               |               |               |               |               |               |               |               |               |               |               |               |               |               |               |               |               |               |               |               |               |               |               |               |               |               |               |
| UK Championship                     | 1R            | nie rozegrano | nie rozegrano | nie rozegrano | nie rozegrano | nie rozegrano | nie rozegrano | nie rozegrano | nie rozegrano | nie rozegrano | nie rozegrano | nie rozegrano | nie rozegrano | nie rozegrano | nie rozegrano | nie rozegrano | nie rozegrano | nie rozegrano | nie rozegrano | nie rozegrano | nie rozegrano | nie rozegrano | nie rozegrano | nie rozegrano | nie rozegrano | nie rozegrano | nie rozegrano | nie rozegrano | nie rozegrano | nie rozegrano | nie rozegrano |               |               |               |               |               |               |               |               |               |               |               |               |               |               |               |               |               |               |               |               |               |               |               |               |               |               |               |               |
| International Masters               | RR            | rankingowy    | rankingowy    | rankingowy    | rankingowy    | rankingowy    | rankingowy    | rankingowy    | rankingowy    | rankingowy    | rankingowy    | rankingowy    | rankingowy    | rankingowy    | rankingowy    | rankingowy    | rankingowy    | rankingowy    | rankingowy    | rankingowy    | rankingowy    | rankingowy    | rankingowy    | rankingowy    | rankingowy    | rankingowy    | rankingowy    | rankingowy    | rankingowy    | rankingowy    | rankingowy    |               |               |               |               |               |               |               |               |               |               |               |               |               |               |               |               |               |               |               |               |               |               |               |               |               |               |               |               |
| Malaysian Masters                   | NH            | A             | NH            | QF            | nie rozegrano | nie rozegrano | nie rozegrano | nie rozegrano | nie rozegrano | nie rozegrano | nie rozegrano | nie rozegrano | nie rozegrano | A             | nie rozegrano | nie rozegrano | nie rozegrano | nie rozegrano | nie rozegrano | nie rozegrano | nie rozegrano | nie rozegrano | nie rozegrano | nie rozegrano | nie rozegrano | nie rozegrano | nie rozegrano | nie rozegrano | nie rozegrano | nie rozegrano | nie rozegrano | nie rozegrano | nie rozegrano | nie rozegrano | nie rozegrano | nie rozegrano | nie rozegrano | nie rozegrano | nie rozegrano | nie rozegrano | nie rozegrano | nie rozegrano | nie rozegrano | nie rozegrano |               |               |               |               |               |               |               |               |               |               |               |               |               |               |               |
| Carling Challenge                   | NH            | A             | A             | A             | SF            | A             | nie rozegrano | nie rozegrano | nie rozegrano | nie rozegrano | nie rozegrano | nie rozegrano | nie rozegrano | nie rozegrano | nie rozegrano | nie rozegrano | nie rozegrano | nie rozegrano | nie rozegrano | nie rozegrano | nie rozegrano | nie rozegrano | nie rozegrano | nie rozegrano | nie rozegrano | nie rozegrano | nie rozegrano | nie rozegrano | nie rozegrano | nie rozegrano | nie rozegrano | nie rozegrano | nie rozegrano | nie rozegrano | nie rozegrano | nie rozegrano |               |               |               |               |               |               |               |               |               |               |               |               |               |               |               |               |               |               |               |               |               |               |               |
| Tokyo Masters                       | NH            | NH            | NH            | NH            | QF            | nie rozegrano | nie rozegrano | nie rozegrano | nie rozegrano | nie rozegrano | nie rozegrano | nie rozegrano | nie rozegrano | nie rozegrano | nie rozegrano | nie rozegrano | nie rozegrano | nie rozegrano | nie rozegrano | nie rozegrano | nie rozegrano | nie rozegrano | nie rozegrano | nie rozegrano | nie rozegrano | nie rozegrano | nie rozegrano | nie rozegrano | nie rozegrano | nie rozegrano | nie rozegrano | nie rozegrano | nie rozegrano | nie rozegrano | nie rozegrano |               |               |               |               |               |               |               |               |               |               |               |               |               |               |               |               |               |               |               |               |               |               |               |               |
| Canadian Masters                    | NH            | NH            | A             | A             | SF            | R             | nie rozegrano | nie rozegrano | nie rozegrano | nie rozegrano | nie rozegrano | nie rozegrano | nie rozegrano | nie rozegrano | nie rozegrano | nie rozegrano | nie rozegrano | nie rozegrano | nie rozegrano | nie rozegrano | nie rozegrano | nie rozegrano | nie rozegrano | nie rozegrano | nie rozegrano | nie rozegrano | nie rozegrano | nie rozegrano | nie rozegrano | nie rozegrano | nie rozegrano | nie rozegrano | nie rozegrano | nie rozegrano | nie rozegrano | nie rozegrano |               |               |               |               |               |               |               |               |               |               |               |               |               |               |               |               |               |               |               |               |               |               |               |
| Dubai Masters                       | nie rozegrano | nie rozegrano | nie rozegrano | nie rozegrano | nie rozegrano | W             | rankingowy    | rankingowy    | rankingowy    | rankingowy    | rankingowy    | rankingowy    | rankingowy    | rankingowy    | nie rozegrano | nie rozegrano | nie rozegrano | nie rozegrano | nie rozegrano | nie rozegrano | nie rozegrano | nie rozegrano | nie rozegrano | nie rozegrano | nie rozegrano | nie rozegrano | nie rozegrano | nie rozegrano | nie rozegrano | nie rozegrano | nie rozegrano | nie rozegrano | nie rozegrano | nie rozegrano | nie rozegrano | nie rozegrano | nie rozegrano | nie rozegrano | nie rozegrano | nie rozegrano | nie rozegrano | nie rozegrano | nie rozegrano | nie rozegrano |               |               |               |               |               |               |               |               |               |               |               |               |               |               |               |
| Matchroom Professional Championship | NH            | NH            | NH            | 1R            | SF            | SF            | nie rozegrano | nie rozegrano | nie rozegrano | nie rozegrano | nie rozegrano | nie rozegrano | nie rozegrano | nie rozegrano | nie rozegrano | nie rozegrano | nie rozegrano | nie rozegrano | nie rozegrano | nie rozegrano | nie rozegrano | nie rozegrano | nie rozegrano | nie rozegrano | nie rozegrano | nie rozegrano | nie rozegrano | nie rozegrano | nie rozegrano | nie rozegrano | nie rozegrano | nie rozegrano | nie rozegrano | nie rozegrano | nie rozegrano | nie rozegrano |               |               |               |               |               |               |               |               |               |               |               |               |               |               |               |               |               |               |               |               |               |               |               |
| Norwich Union Grand Prix            | nie rozegrano | nie rozegrano | nie rozegrano | nie rozegrano | nie rozegrano | RR            | A             | A             | nie rozegrano | nie rozegrano | nie rozegrano | nie rozegrano | nie rozegrano | nie rozegrano | nie rozegrano | nie rozegrano | nie rozegrano | nie rozegrano | nie rozegrano | nie rozegrano | nie rozegrano | nie rozegrano | nie rozegrano | nie rozegrano | nie rozegrano | nie rozegrano | nie rozegrano | nie rozegrano | nie rozegrano | nie rozegrano | nie rozegrano | nie rozegrano | nie rozegrano | nie rozegrano | nie rozegrano | nie rozegrano | nie rozegrano | nie rozegrano |               |               |               |               |               |               |               |               |               |               |               |               |               |               |               |               |               |               |               |               |               |
| English Professional Championship   | NH            | 2R            | F             | 1R            | F             | SF            | nie rozegrano | nie rozegrano | nie rozegrano | nie rozegrano | nie rozegrano | nie rozegrano | nie rozegrano | nie rozegrano | nie rozegrano | nie rozegrano | nie rozegrano | nie rozegrano | nie rozegrano | nie rozegrano | nie rozegrano | nie rozegrano | nie rozegrano | nie rozegrano | nie rozegrano | nie rozegrano | nie rozegrano | nie rozegrano | nie rozegrano | nie rozegrano | nie rozegrano | nie rozegrano | nie rozegrano | nie rozegrano | nie rozegrano | nie rozegrano |               |               |               |               |               |               |               |               |               |               |               |               |               |               |               |               |               |               |               |               |               |               |               |
| London Masters                      | nie rozegrano | nie rozegrano | nie rozegrano | nie rozegrano | nie rozegrano | nie rozegrano | QF            | A             | A             | nie rozegrano | nie rozegrano | nie rozegrano | nie rozegrano | nie rozegrano | nie rozegrano | nie rozegrano | nie rozegrano | nie rozegrano | nie rozegrano | nie rozegrano | nie rozegrano | nie rozegrano | nie rozegrano | nie rozegrano | nie rozegrano | nie rozegrano | nie rozegrano | nie rozegrano | nie rozegrano | nie rozegrano | nie rozegrano | nie rozegrano | nie rozegrano | nie rozegrano | nie rozegrano | nie rozegrano | nie rozegrano | nie rozegrano | nie rozegrano |               |               |               |               |               |               |               |               |               |               |               |               |               |               |               |               |               |               |               |               |
| Shoot-Out                           | nie rozegrano | nie rozegrano | nie rozegrano | nie rozegrano | nie rozegrano | nie rozegrano | nie rozegrano | 4R            | nie rozegrano | nie rozegrano | nie rozegrano | nie rozegrano | nie rozegrano | nie rozegrano | nie rozegrano | nie rozegrano | nie rozegrano | nie rozegrano | nie rozegrano | nie rozegrano | nie rozegrano | nie rozegrano | nie rozegrano | nie rozegrano | nie rozegrano | nie rozegrano | nie rozegrano | nie rozegrano | nie rozegrano | nie rozegrano | nie rozegrano | nie rozegrano | nie rozegrano | nie rozegrano | nie rozegrano | nie rozegrano | nie rozegrano | nie rozegrano |               |               |               |               |               |               |               |               |               |               |               |               |               |               |               |               |               |               |               |               |               |
| World Masters                       | nie rozegrano | nie rozegrano | nie rozegrano | nie rozegrano | nie rozegrano | nie rozegrano | nie rozegrano | 2R            | nie rozegrano | nie rozegrano | nie rozegrano | nie rozegrano | nie rozegrano | nie rozegrano | nie rozegrano | nie rozegrano | nie rozegrano | nie rozegrano | nie rozegrano | nie rozegrano | nie rozegrano | nie rozegrano | nie rozegrano | nie rozegrano | nie rozegrano | nie rozegrano | nie rozegrano | nie rozegrano | nie rozegrano | nie rozegrano | nie rozegrano | nie rozegrano | nie rozegrano | nie rozegrano | nie rozegrano | nie rozegrano | nie rozegrano | nie rozegrano |               |               |               |               |               |               |               |               |               |               |               |               |               |               |               |               |               |               |               |               |               |
| Thailand Masters                    | A             | A             | A             | A             | NH            | NH            | Ranking       | Ranking       | SF            | rankingowy    | rankingowy    | rankingowy    | rankingowy    | rankingowy    | rankingowy    | rankingowy    | rankingowy    | rankingowy    | rankingowy    | NR            |               |               |               |               |               |               |               |               |               |               |               |               |               |               |               |               |               |               |               |               |               |               |               |               |               |               |               |               |               |               |               |               |               |               |               |               |               |               |               |
| Hong Kong Challenge                 | A             | A             | A             | QF            | QF            | F             | NH            | A             | 1R            | nie rozegrano | nie rozegrano | nie rozegrano | nie rozegrano | nie rozegrano | nie rozegrano | nie rozegrano | nie rozegrano | nie rozegrano | nie rozegrano | nie rozegrano | nie rozegrano | nie rozegrano | nie rozegrano | nie rozegrano | nie rozegrano | nie rozegrano | nie rozegrano | nie rozegrano | nie rozegrano | nie rozegrano | nie rozegrano | nie rozegrano | nie rozegrano | nie rozegrano | nie rozegrano | nie rozegrano | nie rozegrano | nie rozegrano | nie rozegrano |               |               |               |               |               |               |               |               |               |               |               |               |               |               |               |               |               |               |               |               |
| Indian Challenge                    | nie rozegrano | nie rozegrano | nie rozegrano | nie rozegrano | nie rozegrano | nie rozegrano | nie rozegrano | nie rozegrano | QF            | nie rozegrano | nie rozegrano | nie rozegrano | nie rozegrano | nie rozegrano | nie rozegrano | nie rozegrano | nie rozegrano | nie rozegrano | nie rozegrano | nie rozegrano | nie rozegrano | nie rozegrano | nie rozegrano | nie rozegrano | nie rozegrano | nie rozegrano | nie rozegrano | nie rozegrano | nie rozegrano | nie rozegrano | nie rozegrano | nie rozegrano | nie rozegrano | nie rozegrano | nie rozegrano | nie rozegrano | nie rozegrano | nie rozegrano | nie rozegrano |               |               |               |               |               |               |               |               |               |               |               |               |               |               |               |               |               |               |               |               |
| World Matchplay                     | nie rozegrano | nie rozegrano | nie rozegrano | nie rozegrano | nie rozegrano | A             | A             | 1R            | 1R            | A             | nie rozegrano | nie rozegrano | nie rozegrano | nie rozegrano | nie rozegrano | nie rozegrano | nie rozegrano | nie rozegrano | nie rozegrano | nie rozegrano | nie rozegrano | nie rozegrano | nie rozegrano | nie rozegrano | nie rozegrano | nie rozegrano | nie rozegrano | nie rozegrano | nie rozegrano | nie rozegrano | nie rozegrano | nie rozegrano | nie rozegrano | nie rozegrano | nie rozegrano | nie rozegrano | nie rozegrano | nie rozegrano | nie rozegrano | nie rozegrano |               |               |               |               |               |               |               |               |               |               |               |               |               |               |               |               |               |               |               |
| Belgian Challenge                   | nie rozegrano | nie rozegrano | nie rozegrano | nie rozegrano | nie rozegrano | nie rozegrano | nie rozegrano | nie rozegrano | 1R            | nie rozegrano | nie rozegrano | nie rozegrano | nie rozegrano | nie rozegrano | nie rozegrano | nie rozegrano | nie rozegrano | nie rozegrano | nie rozegrano | nie rozegrano | nie rozegrano | nie rozegrano | nie rozegrano | nie rozegrano | nie rozegrano | nie rozegrano | nie rozegrano | nie rozegrano | nie rozegrano | nie rozegrano | nie rozegrano | nie rozegrano | nie rozegrano | nie rozegrano | nie rozegrano | nie rozegrano | nie rozegrano | nie rozegrano | nie rozegrano |               |               |               |               |               |               |               |               |               |               |               |               |               |               |               |               |               |               |               |               |
| Kent Classic                        | NH            | NH            | NH            | QF            | A             | A             | A             | A             | NH            | 1R            | nie rozegrano | nie rozegrano | nie rozegrano | nie rozegrano | nie rozegrano | nie rozegrano | nie rozegrano | nie rozegrano | nie rozegrano | nie rozegrano | nie rozegrano | nie rozegrano | nie rozegrano | nie rozegrano | nie rozegrano | nie rozegrano | nie rozegrano | nie rozegrano | nie rozegrano | nie rozegrano | nie rozegrano | nie rozegrano | nie rozegrano | nie rozegrano | nie rozegrano | nie rozegrano | nie rozegrano | nie rozegrano | nie rozegrano | nie rozegrano |               |               |               |               |               |               |               |               |               |               |               |               |               |               |               |               |               |               |               |
| European Challenge                  | nie rozegrano | nie rozegrano | nie rozegrano | nie rozegrano | nie rozegrano | nie rozegrano | nie rozegrano | nie rozegrano | QF            | A             | nie rozegrano | nie rozegrano | nie rozegrano | nie rozegrano | nie rozegrano | nie rozegrano | nie rozegrano | nie rozegrano | nie rozegrano | nie rozegrano | nie rozegrano | nie rozegrano | nie rozegrano | nie rozegrano | nie rozegrano | nie rozegrano | nie rozegrano | nie rozegrano | nie rozegrano | nie rozegrano | nie rozegrano | nie rozegrano | nie rozegrano | nie rozegrano | nie rozegrano | nie rozegrano | nie rozegrano | nie rozegrano | nie rozegrano | nie rozegrano |               |               |               |               |               |               |               |               |               |               |               |               |               |               |               |               |               |               |               |
| Belgian Masters                     | nie rozegrano | nie rozegrano | nie rozegrano | nie rozegrano | nie rozegrano | nie rozegrano | nie rozegrano | A             | F             | QF            | NH            | NH            | A             | nie rozegrano | nie rozegrano | nie rozegrano | nie rozegrano | nie rozegrano | nie rozegrano | nie rozegrano | nie rozegrano | nie rozegrano | nie rozegrano | nie rozegrano | nie rozegrano | nie rozegrano | nie rozegrano | nie rozegrano | nie rozegrano | nie rozegrano | nie rozegrano | nie rozegrano | nie rozegrano | nie rozegrano | nie rozegrano | nie rozegrano | nie rozegrano | nie rozegrano | nie rozegrano | nie rozegrano | nie rozegrano | nie rozegrano | nie rozegrano |               |               |               |               |               |               |               |               |               |               |               |               |               |               |               |               |
| Irish Masters                       | A             | A             | A             | A             | F             | QF            | A             | A             | 1R            | 1R            | A             | A             | A             | A             | A             | A             | A             | A             | A             | R             |               |               |               |               |               |               |               |               |               |               |               |               |               |               |               |               |               |               |               |               |               |               |               |               |               |               |               |               |               |               |               |               |               |               |               |               |               |               |               |
| Pot Black                           | A             | QF            | A             | nie rozegrano | nie rozegrano | nie rozegrano | nie rozegrano | nie rozegrano | QF            | W             | 1R            | nie rozegrano | nie rozegrano | nie rozegrano | nie rozegrano | nie rozegrano | nie rozegrano | nie rozegrano | nie rozegrano | nie rozegrano | nie rozegrano | nie rozegrano | nie rozegrano | nie rozegrano | nie rozegrano | nie rozegrano | nie rozegrano | nie rozegrano | nie rozegrano | nie rozegrano | nie rozegrano | nie rozegrano | nie rozegrano | nie rozegrano | nie rozegrano | nie rozegrano | nie rozegrano | nie rozegrano | nie rozegrano | nie rozegrano | nie rozegrano |               |               |               |               |               |               |               |               |               |               |               |               |               |               |               |               |               |               |
| Pontins Professional                | A             | QF            | QF            | W             | QF            | A             | A             | W             | F             | QF            | QF            | QF            | QF            | SF            | QF            | A             | A             | NH            | NH            | NH            | NH            | NH            | NH            | NH            | NH            | NH            | NH            | NH            | NH            | NH            | NH            | NH            | NH            | NH            | NH            | NH            | NH            | NH            | NH            | NH            | NH            | NH            | NH            | NH            | NH            | NH            | NH            |               |               |               |               |               |               |               |               |               |               |               |               |

1. ↑  Nowi zawodnicy w Tourze nie mają rankingu.
2. ↑  Turniej występował pod różnymi nazwami: Professional Players Tournament (1983/1984) and Grand Prix (1984/1985 do 2000/2001).
3. ↑  Turniej występował pod różnymi nazwami: European Open (1988/1989 do 1996/1997 i 2001/2002 do 2003/2004) oraz Irish Open (1998/1999).
4. ↑  Turniej występował pod różnymi nazwami: International Open (1983/1984 to 1984/1985, 1986/1987 to 1996/1997), Goya Matchroom Trophy (1985/1986) oraz Players Championship (2003/2004).
5. ↑  Turniej występował pod różnymi nazwami: Professional Snooker League (1983/1984), Matchroom League (1986/1987–1991/1992) oraz European League (1992/1993–1996/1997).
6. ↑  Turniej występował pod różnymi nazwami: Australian Masters (1983/1984 do 1987/1988 and 1995/1996) oraz Australian Open (1994/1995).
7. ↑  Turniej występował pod różnymi nazwami: Dubai Masters (1988/1989), Thailand Classic (1995/1996) oraz Asian Classic (1996/1997).
8. ↑  Turniej występował również pod nazwą China International (1997/1998 i 1998/1999).
9. ↑  Turniej występował pod różnymi nazwami: Asian Open (1989/1990 do 1992/1993) oraz Thailand Open (1993/1994 do 1996/1997).
10. ↑  Turniej występował również pod nazwą Hong Kong Masters (1983/1984–1988/1989).
11. ↑  Turniej występował również pod nazwą Kent Cup (1986/1987–1987/1988 & 1989/1990–1990/1991).

| Legenda tabeli wyników              | Legenda tabeli wyników       | Legenda tabeli wyników                     | Legenda tabeli wyników                                                              | Legenda tabeli wyników                     | Legenda tabeli wyników                     |
| ----------------------------------- | ---------------------------- | ------------------------------------------ | ----------------------------------------------------------------------------------- | ------------------------------------------ | ------------------------------------------ |
| LQ                                  | odpadnięcie w kwalifikacjach | #R                                         | odpadnięcie we wczesnej fazie turnieju (WR = runda dzikich kart, RR = faza grupowa) | QF                                         | przegrana w ćwierćfinale                   |
| SF                                  | przegrana w półfinale        | F                                          | przegrana w finale                                                                  | W                                          | zwycięstwo                                 |
| DNQ                                 | nie zakwalifikował/a się     | A                                          | nie brał/a udziału                                                                  | WD                                         | zrezygnował/a w trakcie turnieju           |
| Legenda oznaczeń w tabelach wyników |                              |                                            |                                                                                     |                                            |                                            |
| NH / Nie roz.                       | NH / Nie roz.                | Turniej nie odbył się.                     | Turniej nie odbył się.                                                              | Turniej nie odbył się.                     | Turniej nie odbył się.                     |
| NR / Nie-rank.                      | NR / Nie-rank.               | Turniej nie był zaliczany jako rankingowy. | Turniej nie był zaliczany jako rankingowy.                                          | Turniej nie był zaliczany jako rankingowy. | Turniej nie był zaliczany jako rankingowy. |
| R / Rank.                           | R / Rank.                    | Turniej był zaliczany jako rankingowy.     | Turniej był zaliczany jako rankingowy.                                              | Turniej był zaliczany jako rankingowy.     | Turniej był zaliczany jako rankingowy.     |
| MR / Minor-Rank.                    | MR / Minor-Rank.             | Turniej był zaliczany jako minor ranking.  | Turniej był zaliczany jako minor ranking.                                           | Turniej był zaliczany jako minor ranking.  | Turniej był zaliczany jako minor ranking.  |

## Finały w karierze

### Finały rankingowe: 3 (1-2)
| Legenda               |
| --------------------- |
| UK Championship (0–1) |
| Inne (1–1)            |

| Rezultat  |    | Rok  | Turniej            | Przeciwnik     | Wynik |
| --------- | -- | ---- | ------------------ | -------------- | ----- |
| Zwycięzca | 1. | 1986 | International Open | Cliff Thorburn | 12–9  |
| Finalista | 1. | 1986 | UK Championship    | Steve Davis    | 7–16  |
| Finalista | 2. | 1987 | British Open       | Jimmy White    | 9–13  |

### Finały Pro-am: 3 (2-1)
| Rezultat  |    | Rok  | Turniej             | Przeciwnik     | Wynik |
| --------- | -- | ---- | ------------------- | -------------- | ----- |
| Zwycięzca | 1. | 1983 | Warners Open        | Danny Fowler   | 4–0   |
| Zwycięzca | 2. | 1984 | Pontins Spring Open | Doug Mountjoy  | 7–4   |
| Finalista | 1. | 1998 | Pontins Spring Open | James McGouran | 0–7   |

### Finały drużynowe: 2 (2-0)
| Rezultat  |    | Rok  | Turniej            | Zespół/partner | Przeciwnicy w finale | Wynik |
| --------- | -- | ---- | ------------------ | -------------- | -------------------- | ----- |
| Zwycięzca | 1. | 1988 | PucharNarodów      | Anglia         | Australia            | 9–7   |
| Zwycięzca | 2. | 1989 | Puchar Narodów (2) | Anglia         | Reszta świata        | 9–8   |

### Finały amatorskie: 1 (1-0)
| Rezultat  |    | Rok  | Turniej                                 | Przeciwnik  | Wynik |
| --------- | -- | ---- | --------------------------------------- | ----------- | ----- |
| Zwycięzca | 1. | 1982 | Mistrzostwa Wielkiej Brytanii do lat 19 | Jan Parrott | 3–2   |